# Neurigona qingchengshana
Neurigona qingchengshana är en tvåvingeart som beskrevs av Yang och Saigusa 2001. Neurigona qingchengshana ingår i släktet Neurigona och familjen styltflugor.
Artens utbredningsområde är Sichuan (Kina). Inga underarter finns listade i Catalogue of Life.